# Десагуадеро (приток Рио-Колорадо)
Десагуаде́ро (исп. Río Desaguadero) — река в центральной и западной Аргентине, зарождается в районе Прекордильер, протекает через провинции Сан-Луис, Мендоса и Ла-Пампа.
На своём протяжении река имеет несколько разных названий, но несмотря на это департамент по водным ресурсам Аргентины рассматривает весь водоток под названием «Десагуадеро». Некоторые источники, например Британника, объединяют реки Десагуадро и Винчина-Бермехо под одним названием, включая притоки Винчины-Бермехо в притоки Десагуадеро. Высота истока — 497 м над уровнем моря. При таком подходе общая длина водотока составляет около 1200 км, а площадь водосбора — 248 тыс. км².

## Течение реки
Истоки Десагуадеро находятся в болотистой местности Лагунас-де-Гуанакаче (находится под защитой Рамсарской конвенции), откуда река начинает движение в юго-юго-восточном направлении по границе провинций Сан-Луис и Мендоса. Питаются Лагунас-де-Гуанакаче реками Сан-Хуан и Мендоса с запада, с севера — изредка рекой Винчина-Бермехо.
Река протекает по западной окраине национального парка Сьерра-де-лас-Кихадас. После того, как Десагуадеро принимает справа воды притоков Тунуян и Дьяманте, река начинает называться Рио-Саладо. От слияния с рекой Атуэль и до озёр Урре-Лаукен носит название Чадилеуву. Ниже — меняет название на Курако и впадает в Рио-Колорадо.

## Населённые пункты
На реке расположены населённые пункты:
- Мендоса: Десагуадеро[исп.] и Каналехас[исп.].
- Сан-Луис: Мосмота[исп.] и Навия[исп.].
- Ла-Пампа: Санта-Исабель[исп.], Лимай-Мауида[исп.] и Пуэльчес[исп.].